# Liste des capitaines et gouverneurs de Vannes
Pour un article plus général, voir Vannes.

## Capitaines et gouverneurs de Vannes
| Dates               | Titulaire                        | Notes |
| ------------------- | -------------------------------- | --- |
| v.1341              | Olivier IV de Clisson            | Gouverneur de Vannes                                                                                                   |
| v.1342              | Geoffroi de Malestroit           | Gouverneur de Vannes                                                                                                   |
| 1342                | Olivier II de Tournemine         | Capitaine de Vannes pour le compte de Charles de Blois                                                                 |
| 1342                | Robert III d'Artois              | Gouverneur de la ville pour le compte du roi d'Angleterre                                                              |
| v.1402              | Robert de Crafford               | Capitaine de Vannes |
| XVe siècle          | Robert II de Beaumanoir          | Seigneur de Beaumanoir, maréchal de Bretagne.                                                                          |
| v.1415-1418         | Hervé de Malestroit              | Chambellan du Duc en 1425                                                                                              |
| v.1460              | Jean de Malestroit               | évêque de Saint-Brieuc et de Nantes - Chancelier de Bretagne sous Jean V                                               |
| XVe siècle          | Bertrand Ledit                   | Capitaine de Vannes et de Redon                                                                                        |
| XVe siècle          | Bertrand du Parc                 | Capitaine de Vannes, de Redon et de Fougères                                                                           |
| XVe siècle          | Charles du Parc                  | Capitaine de Vannes, de Jugon et de Fougères                                                                           |
| XVe et XVIe siècles | Jean de Sebille                  | Gouverneur du Château de Vannes                                                                                        |
| v.1543-1556         | François de Monterfil            | Gouverneur de Vannes                                                                                                   |
| 1590 à 1625         | René d'Arradon                   | Seigneur d'Arradon - Frère de Georges d'Arradon, évêque de Vannes                                                      |
| 1625 à 1652         | Pierre de Lannion                | Gouverneur de Vannes et d'Auray - Comte de Lannion                                                                     |
| 1652 à 1695         | Claude de Lannion                | Gouverneur de Vannes et d'Auray - fils du précédent - Comte de Lannion                                                 |
| 1695 à 1717         | Pierre II de Lannion             | Gouverneur de Vannes et d'Auray - fils du précédent - Comte de Lannion                                                 |
| 1717 à 1735         | Anne de Lannion                  | Gouverneur de Vannes et d'Auray - fils du précédent - Comte de Lannion                                                 |
| 1735 à 1762         | Hyacinthe Gaëtan de Lannion      | Gouverneur de Vannes et d'Auray - fils du précédent - Comte de Lannion                                                 |
| 1762 à 1792         | Emmanuel Marie Louis de Noailles | Gouverneur de Vannes et d'Auray - marquis de Noailles et de Maintenon seigneur de Rougery, de Vohary et de La Neuville |